# El Estanco
El Estanco är en ort i kommunen Luvianos i delstaten Mexiko i Mexiko. Samhället hade 845 invånare vid folkräkningen år 2020. Samhället är Luvianos fjärde största, sett till folkmängd.
El Estanco klassas som småstad (pueblo) av kommunen.